# Al-Qadarif (stad)
Al-Qadarif (Arabisch: القضارف Al Qadarif), ook gespeld Gedaref, Gedarif of El Gadarif, is een stad in Soedan en is de hoofdplaats van de staat Al-Qadarif. Het ligt op de weg die Khartoem  met Gallabat verbindt bij de Ethiopische grens, ongeveer 410 kilometer van de hoofdstad.Al-Qadarif telt naar schatting 367.000 inwoners. Al Qadarif heeft een stedenband met Eindhoven (Nederland).